# San Franciscokerk (Guanajuato)

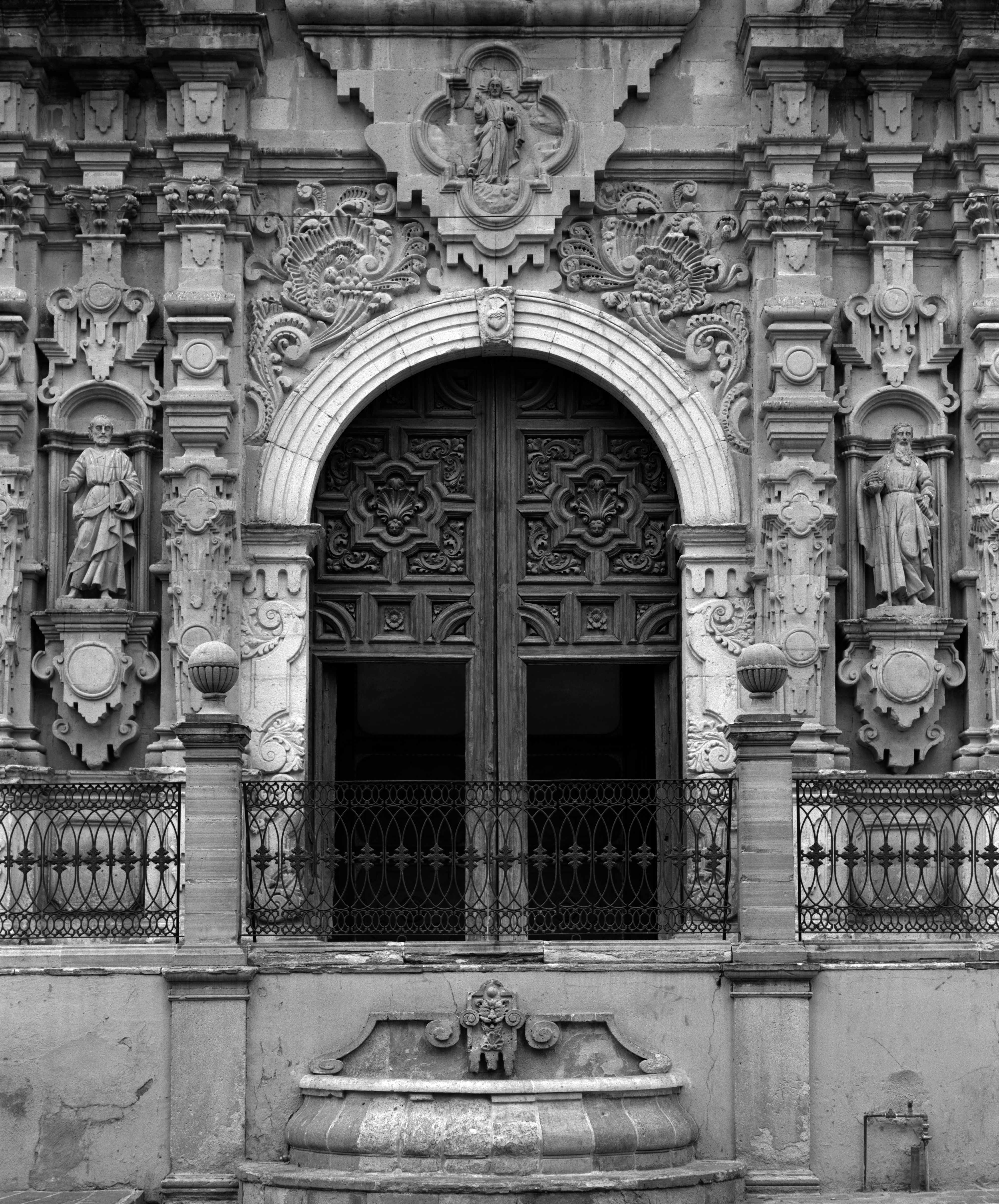
De San Franciscokerk

De San Franciscokerk is een kerkgebouw in de Mexicaanse stad Guanajuato in de gelijknamige staat. De kerk is gelegen aan de Sopeña Street tegenover een gelijknamige plaza.
De bouw van de kerk begon in 1683. Ze diende aanvankelijk als hospice. Begin 19e eeuw ontwierp Tresguerras voor het gebouw de neoklassieke voorgevel en altaars.